# Aleksandr Iwanow (lekkoatleta)
Aleksandr Walerjewicz Iwanow (ros. Александр Валерьевич Иванов, ur. 25 maja 1982 w Leningradzie) – rosyjski lekkoatleta specjalizujący się w rzucie oszczepem.
Pierwszym sukcesem tego zawodnika był brązowy medal na mistrzostwach świata juniorów młodszych, które odbyły się w 1999 w Bydgoszczy. Uzyskał wówczas wynik 78,65 - był to najlepszy wynik jaki osiągnął w karierze oszczepem o wadze 700 gramów. Pięciokrotny uczestnik seniorskich mistrzostw świata: Edmonton 2001 (10. miejsce - 80,56), Paryż 2003 (12. miejsce - 77,32), Helsinki 2005 (5. miejsce - 79,14), Osaka 2007 (5. miejsce - 85,18) oraz Berlin 2009 (20. miejsce w eliminacjach - 78,00). Dwa razy uczestniczył w mistrzostwach Europy - Monachium 2002 (6. miejsce - 82,66) i Göteborg 2006 (8. miejsce - 80,09). Uczestnik igrzysk olimpijskich w Atenach (2004). Wynik 83,31 dał mu 5. miejsce. Cztery lata później podczas konkursu olimpijskiego w Pekinie nie udało mu się awansować do rundy finałowej. Wielokrotny reprezentant Rosji w pucharze Europy, pucharze świata i zimowym pucharze w rzutach. Mistrz Rosji w 2002 i 2004, złoty medalista zimowych mistrzostw kraju (2003, 2004, 2005 i 2007). Rekord życiowy: 88,90 (7 czerwca 2003, Tuła).

## Progresja wyników
| Rok  | Wynik | Data       | Miejsce    | Uwagi                            |
| ---- | ----- | ---------- | ---------- | -------------------------------- |
| 1999 | 78,65 | 17 lipca   | Bydgoszcz  | oszczep 700 gramowy              |
| 2000 | 77,11 | 8 lipca    | Czeboksary |                                  |
| 2001 | 83,55 | 14 lipca   | Tuła       |                                  |
| 2002 | 87,62 | 26 maja    | Lizbona    |                                  |
| 2003 | 88,90 | 7 czerwca  | Tuła       |                                  |
| 2004 | 87,73 | 8 czerwca  | Ostrawa    | 1. miejsce na listach światowych |
| 2005 | 84,24 | 1 lipca    | Paryż      |                                  |
| 2006 | 84,22 | 13 czerwca | Tuła       |                                  |
| 2007 | 86,71 | 9 czerwca  | Żukowski   |                                  |
| 2008 | 83,21 | 19 lipca   | Kazań      |                                  |
| 2009 | 82,40 | 25 lipca   | Czeboksary |                                  |
| 2010 | 77,11 | 11 czerwca | Erino      |                                  |
| 2011 | 82,17 | 4 czerwca  | Erino      |                                  |